# Premier League Malti 1952-1953
Il campionato era formato da otto squadre e il Floriana vinse il titolo.

## Classifica finale
| Pos. | Squadra              | G  | V | N | P | GF | GS | Punti |
| ---- | -------------------- | -- | - | - | - | -- | -- | ----- |
| 1    | Floriana             | 14 | 9 | 3 | 2 | 27 | 12 | 21    |
| 2    | Birkirkara F.C.      | 14 | 9 | 2 | 3 | 19 | 10 | 20    |
| 3    | Valletta F.C.        | 14 | 7 | 5 | 2 | 26 | 17 | 19    |
| 4    | Sliema Wanderers     | 14 | 4 | 5 | 5 | 20 | 16 | 13    |
| 5    | Hibernians F.C.      | 14 | 4 | 4 | 6 | 22 | 25 | 12    |
| 6    | Rabat Ajax F.C.      | 14 | 4 | 3 | 7 | 13 | 18 | 11    |
| 7    | Ħamrun Spartans F.C. | 14 | 3 | 3 | 8 | 14 | 19 | 9     |
| 8    | St. George's F.C.    | 14 | 2 | 3 | 9 | 10 | 34 | 7     |